# Lake Sherwood (California)
Lake Sherwood es un lugar designado por el censo ubicado en el condado de Ventura en el estado estadounidense de California. En el año 2010 tenía una población de 1527 habitantes.

## Geografía
Lake Sherwood se encuentra ubicado en las coordenadas 34°7′33″N 118°53′17″O / 34.12583, -118.88806.